# Скалиця (хокейний клуб)
ХК «36 Скалиця» (англ. HK 36 Skalica) — хокейний клуб з м. Скалиця, Словаччина. Заснований у 1936 році. У 1936—1952 роках — «Сокол-Текла», у 1952—1963 — «Татран», у 1963—1993 — ЗВЛ. Виступає у чемпіонаті Словацької Екстраліги. Домашні ігри команда проводить у Зимовому стадіоні (4,095). Офіційні кольори клубу зелений і білий.
Найсильніші гравці різних років: Мірослав Дюрак, Жигмунд Палффі, Юрай Мікуш.